# Peter Dietschi (Politiker)
Peter Dietschi (* 3. Februar 1830 in Lostorf; † 9. Januar 1907 in Olten) war ein Schweizer Redaktor, Verleger und Politiker (FDP).

## Leben
Der Sohn eines Sigristen absolvierte die Kantonsschule Solothurn und studierte alte Sprachen, Geschichte und Philosophie an den Universitäten Zürich, Lausanne, Göttingen und Berlin. Von 1855 bis 1870 unterrichtete Dietschi Griechisch an der Kantonsschule Solothurn. Im Jahr 1869 gründete er das Volksblatt vom Jura in Olten als Oppositionsblatt gegen die Kantonsregierung und 1878 das Oltner Tagblatt als Organ der Freisinnig-Demokratischen Partei, das er als Verleger und Redaktor bis zu seinem Tod leitete.
Von 1873 bis 1896 war Dietschi freisinniger Solothurner Kantonsrat. Er war 1872 auch an der Gründung der Christkatholischen Kirche der Schweiz beteiligt und gründete 1873 die Katholischen Blätter als christkatholische Kirchenzeitung. Von 1884 bis 1907 präsidierte er den Synodalrat der Christkatholischen Kirche.
Der Buchdrucker und Burgenkundler Eugen Dietschi-Kunz (1861–1951) und der Politiker Hugo Dietschi (1864–1955) waren seine Söhne.